# Liste der Kunstwerke im öffentlichen Raum in Wien/Donaustadt
Diese Liste der Kunstwerke im öffentlichen Raum in der Donaustadt enthält die im „Wien Kulturgut“ (digitalen Kulturstadtplan der Stadt Wien) gelisteten Kunstwerke im öffentlichen Raum (Public Art) im Bezirk Donaustadt.
Gedenktafeln bzw. Gedenksteine sind in der Liste der Gedenktafeln und Gedenksteine in Wien/Donaustadt angeführt.

## Kunstwerke
| Foto |                 | Name | Typ                                      | Standort                                                                                               | Künstler                 | Datierung                | Beschreibung | Metadaten |
| ---- | --------------- | --- | ---------------------------------------- | --- | ------------------------ | ------------------------ | --- | --- |
| ja   | Datei hochladen | Brunnenanlage ID: 41615 | Profanplastiken/Kunst am Bau freistehend | Alfred-Kubin-Platz Standort                                                                            | Mathias Hietz            | 1978                     | Brunnenskulptur aus Lindabrunner Konglomerat | Standort: Wohnhausanlage |
| ja   | Datei hochladen | Begrenzte Säule ID: 41682 | Profanplastiken/Kunst am Bau freistehend | Alfred-Kubin-Platz Standort                                                                            | Stephan Kamenyeczky      | ca. 1978                 | Marmorsäule | Standort: Wohnhausanlage |
| ja   | Datei hochladen | Objekt „Freiraumgestaltung“ ID: 41507                                                                                           | Profanplastiken/Kunst am Bau freistehend | Am Heidjöchl 14 Standort                                                                               | Karl & Renate Fuhry      | ca. 1983                 | Betonwand mit Keramikplattenverkleidung, enthält die Erklärungstafel zum Gemeindebau | Standort: Wohnhausanlage |
| ja   | Datei hochladen | Hl. Christophorus ID: 91400 | Sakrale Kleindenkmäler                   | Am Kaisermühlendamm 73 Standort                                                                        |                          | 1989                     | Statue des Hl. Christophorus auf nach oben sich verjüngendem Sockel | Standort: Am Damm |
| ja   | Datei hochladen | Drei Grazien ID: 42511 | Profanplastiken/Kunst am Bau freistehend | Anton-Sattler-Gasse 64-68 Standort                                                                     | Rudolf Schwaiger         | ca. 1977                 | Plastik aus Untersberger Marmor | Standort: Wohnhausanlage |
| ja   | Datei hochladen | Abstrakte Plastik ID: 42016 | Profanplastiken/Kunst am Bau freistehend | Anton-Sattler-Gasse 82 / Schrickgasse 18 Standort                                                      | Erwin Reiter             | 1967                     | Plastik aus Margarethner Sandstein | Standort: Wohnhausanlage, Vorplatz |
| ja   | Datei hochladen | Sich Sonnender ID: 41844 HERIS-ID: 66541 Objekt-ID: 79439                                                                       | Profanplastiken/Kunst am Bau freistehend | Arbeiterstrandbadstraße 91, Strandbad Alte Donau Standort                                              | Eva Mazzucco             | 1962                     | Bronzeplastik | |
| ja   | Datei hochladen | Kindergruppe auf Schildkröte und Knabe mit Fisch ID: 41137                                                                      | Profanplastiken/Kunst am Bau freistehend | Aribogasse 28 Standort                                                                                 | Franz Barwig der Jüngere | 1966                     | Natursteinplastik um eine runde Schale, ursprünglich als Brunnen konzipiert | Standort: Wohnhausanlage, Stg. 13 |
| ja   | Datei hochladen | Trauer der Ruine ID: 41184 | Profanplastiken/Kunst am Bau freistehend | Arminenstraße 28a Standort                                                                             | Wander Bertoni           | 1975                     | Bronzene Säule | Standort: Wohnhausanlage |
| ja   | Datei hochladen | Artilleristen-Denkmal Vulgo: Denkmal des I. Artilleristen-Bundes ID: 47650 HERIS-ID: 65635 Objekt-ID: 78489                     | Denkmäler                                | Aspern, Siegesplatz Standort                                                                           | Richard Hillebrand       | 1909                     | Über einem Stufenaufsatz mit Rustikasockel befindet sich ein Obelisk mit Bronzeplaketten. | Standort: Am östlichen Ende des Platzes. Gegenüber von Hausnummer 15 |
| ja   | Datei hochladen | Hl. Johannes von Nepomuk ID: 47636 HERIS-ID: 65373 Objekt-ID: 78197                                                             | Sakrale Kleindenkmäler                   | Asperner Heldenplatz Standort                                                                          |                          | 1753                     | Figur des hl. Johannes Nepomuk auf einem geschwungenen Sockel mit Wappenkartusche | Standort: Zwischen Pfarrhof und Kirche |
| ja   | Datei hochladen | Löwe von Aspern ID: 47649 HERIS-ID: 65374 Objekt-ID: 78198                                                                      | Denkmäler                                | Asperner Heldenplatz Standort                                                                          | Anton Dominik Fernkorn   | 1858                     | Auf einem Steinfundament und einem Steinsockel mit Eichenlaubgirlande liegt die überlebensgroße Steinplastik eines liegenden sterbenden Löwen. Zwischen den Vorderpranken hält er einen napoleonischer Adler, unter dem Leib liegt der Imperatorenmantel und an der linken Körperseite des Tieres ein Feldzeichen.                                                                                       | Standort: Am Platz vor der Asperner Pfarrkirche |
| ja   | Datei hochladen | Christusstatue ID: 47660 HERIS-ID: 65375 Objekt-ID: 78199                                                                       | Sakrale Kleindenkmäler                   | Asperner Heldenplatz Standort                                                                          |                          | 1829                     | Die Figur stammt vom ehemaligen Asperner Friedhof und wurde sekundär hier aufgestellt. Sie stellt Christus als Salvator Mundi der auf Wolken steht, eine Fahne hält und mit der anderen eine Siegesgeste macht. | Standort: In der Grünanlage vor der Kirche |
| ja   | Datei hochladen | Kriegerdenkmal 1914–1918 ID: 76271                                                                                              | Denkmäler                                | Asperner Heldenplatz Standort                                                                          |                          |                          | Das Kriegerdenkmal befindet sich am Rande des alten Asperner Friedhofs, der 1960 in eine Parkanlage umgewandelt wurde. Es ist eine niedrige, verputzte Mauer mit Inschriftentafeln. | Standort: gegenüber Nr. 6 |
| ja   | Datei hochladen | Bildstock ID: 47658 HERIS-ID: 65498 Objekt-ID: 78341                                                                            | Sakrale Kleindenkmäler                   | Aspernstraße 119 / Haberlandtgasse / Hausfeldstraße Standort                                           |                          | 2. Hälfte 18. Jh.        | Die ehemalige Ortsrandkapelle von Aspern ist ein Breitpfeiler mit vergitterter Rundbogennische und einer kleineren Nische im Giebelfeld. Das Satteldach ist mit einem Kreuz bekrönt, das in eine Lanze ausläuft (dem Nischengitter entsprechend). In der großen Nische befindet sich eine Antoniusstatue, in der kleinen ein Rochusmosaik.                                                               | |
| ja   | Datei hochladen | Sahel ID: 42753 | Profanplastiken/Kunst am Bau freistehend | Attemsgasse 1 / Prandaugasse 7 Standort                                                                | Franz Pixner             | 1995 (Aufstellungsdatum) | Steinskulptur | Standort: Albert-Schultz-Eishalle, neben Eingangsrampe |
| ja   | Datei hochladen | Hl. Johannes von Nepomuk ID: 47638                                                                                              | Sakrale Kleindenkmäler                   | Bellegardegasse 5 Standort                                                                             |                          | Mitte 18. Jh.            | Farbig gefasste Figur des hl. Johannes Nepomuk auf einem querrechteckigen Sockel neueren Datums | Standort: Auf dem Gehsteig |
| ja   | Datei hochladen | Breitpfeiler ID: 47659 HERIS-ID: 65570 Objekt-ID: 78421                                                                         | Sakrale Kleindenkmäler                   | Benjowskigasse / Jägermaiszufahrt Standort                                                             |                          | 2. Hälfte 18. Jh. (?)    | Der Breitpfeiler weist ein Satteldach und eine engmaschig vergitterte Rundbogennische auf, in der sich ein Kruzifix und eine Marienstatue befinden. | |
| ja   | Datei hochladen | Wappen der Bundesländer Österreichs" sowie „Widmungsstein mit Landkarte Österreichs“ ID: 42306 HERIS-ID: 66550 Objekt-ID: 79448 | Profanplastiken/Kunst am Bau freistehend | Bernoullistraße/Häusslergasse, Bundesländerhof Standort                                                | Leopold Schmid           | 1966                     | Ton mit farbig glasierten Keramikplatten. Die Wappen der Bundesländer sind nicht freistehend, sondern an den Hauswänden angebracht. | Standort: zw. Stg. 12 und 31 |
| ja   | Datei hochladen | Kindergruppe mit Schafen ID: 78541                                                                                              | Profanplastiken/Kunst am Bau freistehend | Biberhaufenweg 78 Standort                                                                             |                          | Zwischenkriegszeit       | Steinplastik | |
| ja   | Datei hochladen | Bildstock ID: 76535 | Sakrale Kleindenkmäler                   | Breitenleer Straße Standort                                                                            |                          |                          | Vierkantpfeiler mit tabernakelartigem Aufsatz an Stelle eines älteren Bildstocks, dessen Fundament noch erhalten ist | Standort: vor der Bahnunterführung am Weg nach Neu-Eßling |
| ja   | Datei hochladen | Theuringer-Kreuz ID: 47648 | Sakrale Kleindenkmäler                   | Breitenleer Straße Standort                                                                            |                          |                          | Vierkantpfeiler mit nach zwei Seiten offener Nische, mit einem Kreuz bekrönt | Standort: Zwischen Breitenlee und Neuessling. Auf Höhe der Teiche. Auf beiden Seiten der Breitenleer Straße gehen kleine Wege weg. |
| ja   | Datei hochladen | Pietà ID: 47646 HERIS-ID: 65365 Objekt-ID: 78189                                                                                | Sakrale Kleindenkmäler                   | Breitenleer Straße 212 / Ziegelhofgasse Standort                                                       |                          | 1757                     | Über einem Stufensockel befindet sich ein abgefaster Schaft, auf dem sich eine Pietà-Darstellung befindet, die durch einen Baldachin auf schräggestellten Säulen abgeschlossen wird. Der Bildsockel trägt die Inschrift: Mater Dolorosa precare pro populo Breitenleeinsi. | |
| ja   | Datei hochladen | Bildstock ID: 47644 | Sakrale Kleindenkmäler                   | Breitenleer Straße / Ecke Zwerchäckerweg Standort                                                      |                          |                          | Gemauerter Bildstock mit nach zwei Seiten offener Nische | |
| ja   | Datei hochladen | Wampertes Kreuz Vulgo: Dickes Kreuz, Weißes Kreuz ID: 47661 HERIS-ID: 65542 Objekt-ID: 78387                                    | Sakrale Kleindenkmäler                   | Breitenleer Straße / Telephonweg Standort                                                              |                          |                          | Es handelt sich um einen massiven Bildstock mit nach Osten gerichteter Nische. Laut Volksmund wurde ein Marchfelder Edelmann von einem Herzog zu einem Kriegszug verpflichtet. Beim Abschied von seiner Frau schwor dieser, sollte er jemals wieder gesund vom Krieg heimkehren, dann würde er an dieser Stelle ein Marterl errichten.                                                                   | Standort: Im Grünstreifen |
| ja   | Datei hochladen | Kriegerdenkmal ID: 76269 | Denkmäler                                | gegenüber Breitenleer Straße 251 Standort                                                              |                          |                          | Obeliskartiger Pfeiler auf dreistufigem Sockel mit einem Adler auf der Spitze | |
| ja   | Datei hochladen | Bildstock ID: 47655 | Sakrale Kleindenkmäler                   | Contiweg / Aspernstraße Standort                                                                       |                          | 19. Jh.                  | in dem breiten Pfeiler mit einem sich nach oben hin verbreitenden Aufsatz hat eine Rundbogennische, in der sich ein Mosaik neueren Datums befindet. | |
| ja   | Datei hochladen | Skulpturen „Passanten (19-teilige Figurengruppe)“ ID: 41072                                                                     | Profanplastiken/Kunst am Bau freistehend | Donauinsel Standort                                                                                    | Herbert Traub            | 1985                     | Aluminium- und Stahlskulpturen unbekleideter menschlicher Figuren in verschiedenen Posen | Standort: ca. 500 m stromaufwärts der Reichsbrücke (Richtung Brigittenauerbrücke) |
| ja   | Datei hochladen | Plastik „Zeitweise“ ID: 41044                                                                                                   | Profanplastiken/Kunst am Bau freistehend | Donauinsel, 550 Meter nordwestlich der Reichsbrücke Standort                                           | Richard Deacon           | 1993                     | lackierte Stahlplastik, 2017 versetzt, früher im 2. Bezirk nahe der Reichsbrücke auf dem rechten Donauufer | Standort: Donauinsel |
| ja   | Datei hochladen | José-Martí-Denkmal ID: 76383 | Denkmäler                                | Donaupark Standort                                                                                     | Alberto Lescay Merencio  | 2003                     | Porträtbüste von José Martí aus Metall auf einem hohen Steinsockel mit Inschriftenplatte | |
| ja   | Datei hochladen | José-de-San-Martín-Denkmal ID: 76388                                                                                            | Denkmäler                                | Donaupark Standort                                                                                     |                          | 2009                     | Büste von José de San Martín | |
| ja   | Datei hochladen | José-Artigas-Denkmal ID: 91545                                                                                                  | Denkmäler                                | Donaupark Standort                                                                                     |                          |                          | Büste von José Artigas | |
| ja   | Datei hochladen | Ernesto-Che-Guevara-Denkmal ID: 76520                                                                                           | Denkmäler                                | Donaupark Standort                                                                                     | Gerda Fassel             |                          | Büste von Ernesto Guevara | |
| ja   | Datei hochladen | Simón-Bolívar-Denkmal ID: 76403                                                                                                 | Denkmäler                                | Donaupark, nächst Donauturm Standort                                                                   | Hugo Daini               | 1983                     | Standfigur von Simón Bolívar auf rundem Sockel | |
| ja   | Datei hochladen | Salvador-Allende-Denkmal ID: 76513                                                                                              | Denkmäler                                | Donaupark Standort                                                                                     | Jaime Carvajal           |                          | Büste von Salvador Allende | |
| ja   | Datei hochladen | Üzeyir-Hacibeyov-Denkmal ID: 76517                                                                                              | Denkmäler                                | Donaupark Standort                                                                                     | Omar Eldarow             | 2006                     | Stele mit Portraitrelief von Üzeyir Hacıbəyov mit Gedenkstein daneben | |
| ja   | Datei hochladen | Paracelsus-Denkmal ID: 76508 | Denkmäler                                | Donaupark. Nördlich vom Iris-See zwischen Handballplatz und Donauturm. Standort                        |                          | 1964                     | Gedenkstein mit Portraitrelief von Paracelsus | |
| ja   | Datei hochladen | Kaffeehausszene ID: 41712 | Profanplastiken/Kunst am Bau freistehend | Donaupark, WIG-Gelände Standort                                                                        | Leherb                   | 1964                     | freistehende Wand mit Keramikrelief | Standort: Parkanlage |
| ja   | Datei hochladen | Bodenmosaik „Vögel des Leherb“ ID: 78566                                                                                        | Profanplastiken/Kunst am Bau freistehend | Donaupark Standort                                                                                     | Leherb                   | 1963                     | Mosaik, Vögel mit Sonne und Himmel darstellend | Standort: beim Bergrestaurant |
| ja   | Datei hochladen | König und Königin ID: 78510 | Profanplastiken/Kunst am Bau freistehend | Donaupark Standort                                                                                     | Kurt Goebel              | 1965                     | Zwei Steinfiguren auf Sockel | Standort: Nähe Donauturm |
| ja   | Datei hochladen | Abstrakte Darstellung – Vogeltränke ID: 78545                                                                                   | Profanplastiken/Kunst am Bau freistehend | Donaupark Standort                                                                                     | Hermann Walenta          | 1960                     | Steinskulptur in Form eines aufgerissenen Schnabels auf Betonsockel | Standort: Nähe Wasserkaskaden |
| ja   | Datei hochladen | Das goldene Kalb. Die Technik als Apokalypse ID: 78570                                                                          | Profanplastiken/Kunst am Bau freistehend | Donaupark Standort                                                                                     | Karl Anton Wolf          | 1984/1986                | Eisenguss-Plastik | |
| ja   | Datei hochladen | Babylonischer Turm ID: 92310 | Profanplastiken/Kunst am Bau freistehend | Donaupark Standort                                                                                     | Karl Anton Wolf          | 1985/1986                | Eisenguss-Plastik | |
| ja   | Datei hochladen | Golgatha Syndrom ID: 92315 | Profanplastiken/Kunst am Bau freistehend | Donaupark Standort                                                                                     | Karl Anton Wolf          | 1986                     | Eisenguss-Plastik | |
| ja   | Datei hochladen | Steinskulptur ID: 78550 | Profanplastiken/Kunst am Bau freistehend | Donaupark Standort                                                                                     | Hans Verhulst            | 1959                     | Steinfigur auf Betonsockel | Standort: Nähe Wasserkaskaden |
| ja   | Datei hochladen | Abstrakte Komposition ID: 78556                                                                                                 | Profanplastiken/Kunst am Bau freistehend | Donaupark Standort                                                                                     | Janez Lenassi            | 1959                     | mit Rundungen profilierte Steinfigur auf Plattenbelag | Standort: Nähe Wasserkaskaden |
| ja   | Datei hochladen | Zeichen des Jahrhunderts ID: 91822                                                                                              | Profanplastiken/Kunst am Bau freistehend | Donaupark Standort                                                                                     | Jakob Savinšek           | 1960                     | Steinskulptur | Standort: Papstwiese |
| ja   | Datei hochladen | Steinskulptur ID: 91823 | Profanplastiken/Kunst am Bau freistehend | Donaupark Standort                                                                                     |                          |                          | Steinskulptur | Standort: Papstwiese zwischen Blumenwiese und Zugang zum Kaisermühlendamm |
| ja   | Datei hochladen | Mosaikwand ID: 78574 | Profanplastiken/Kunst am Bau freistehend | Donaupark Standort                                                                                     | Kurt Conrad Loew         | 1974                     | Mosaik mit Fantasievögeln und schwarz-weißem Hintergrund | Standort: beim ehemaligen Vogelhaus |
| ja   | Datei hochladen | Abstraktion ID: 41376 HERIS-ID: 66535 Objekt-ID: 79433                                                                          | Profanplastiken/Kunst am Bau freistehend | Donaustadtstraße / Magdeburgstraße Standort                                                            | Kurt Goebel              | 1966                     | Stahlrohrplastik | Standort: Kagran – Wohnhausanlage, Bundesländerhof |
| ja   | Datei hochladen | Kunststeinskulptur mit Keramik und Glaselementen ID: 78585 HERIS-ID: 66528 Objekt-ID: 79415                                     | Profanplastiken/Kunst am Bau freistehend | Düsseldorferstraße 15/Puchmannweg Standort                                                             | Hans Robert Pippal       |                          | | Standort: am Parkplatz gegenüber der Kirche im Grünbereich der angrenzenden Wohnbebauung |
| ja   | Datei hochladen | Vertikaler Klang ID: 41182 HERIS-ID: 66544 Objekt-ID: 79442                                                                     | Profanplastiken/Kunst am Bau freistehend | Erzherzog-Karl-Straße / Rugierg. / Siebenbürgerstr. / Viktor-Kaplan-Str. / Polgarg. Standort           | Wander Bertoni           | 1967                     | Skulptur aus rostfreiem Stahl | Standort: Kagran – Wohnhausanlage |
| ja   | Datei hochladen | Drei Schaukelpferde ID: 42428                                                                                                   | Profanplastiken/Kunst am Bau freistehend | Erzherzog-Karl-Straße / Rugiergasse / Siebenbürgerstraße / Viktor-Kaplan-Straße / Polgargasse Standort | Elisabeth Turolt         | 1966                     | Leichtmetallplastik | Standort: Wohnhausanlage |
| ja   | Datei hochladen | Hirsch ID: 42558 | Profanplastiken/Kunst am Bau freistehend | Erzherzog-Karl-Straße / Viktor-Kaplan-Straße Standort                                                  | Alexander Wahl           | 1962                     | Natursteinplastik | Standort: Wohnhausanlage, Vorgarten |
| ja   | Datei hochladen | Kreuz ID: 47642 | Sakrale Kleindenkmäler                   | Erzherzog-Karl-Str. 217 (vormals: 214-218) Standort                                                    |                          |                          | Kreuz mit Giebeldach & Holzfigur (früher: auf Blech gemalter Figur) Zu Beginn des Jahres 2015 wurde das Kreuz im Zuge von Abrissarbeiten der baufälligen Plakatwand entfernt und nach einer (privaten) Renovierung auf der gegenüberliegenden Seite an der Wand des Hauses 217 wieder angebracht. | Standort: Gegenüber von Nr. 215 |
| ja   | Datei hochladen | Betender Bauer ID: 78590 | Profanplastiken/Kunst am Bau freistehend | Esslinger Hauptstraße 74 Standort                                                                      | Rudolf Schlanitz         |                          | Kunststeinplastik einer die Hände faltende Männerfigur mit freiem Oberkörper, mit Sichel und von Kornähren umgeben | Standort: bei der Kirche |
| ja   | Datei hochladen | Bildsäule Vulgo: Tabernakelbildstock ID: 76537                                                                                  | Sakrale Kleindenkmäler                   | Esslinger Hauptstraße (bei Stadtgrenze) Standort                                                       |                          | 17. Jh.                  | Die Steinsäule ist mit Gesimsen gegliedert, die den oberen Teil tabernakelartig erscheinen lassen, bekrönt wird sie von einem Kreuz. 1991 wurde sie am jetzigen Standort aufgestellt. | |
| ja   | Datei hochladen | Jazz-Skulptur ID: 92424 | Profanplastiken/Kunst am Bau freistehend | Esslinger Hauptstraße / Fatty-George-Gasse Standort                                                    | Leopold Grausam, jun.    | 2000                     | Steinmonument mit Marmorplatte, bei dem Instrumente des Jazz dargestellt werden, Bill Grah gewidmet | Standort: Bill-Grah-Park |
| ja   | Datei hochladen | Perigon ID: 42531 HERIS-ID: 66526 Objekt-ID: 79413                                                                              | Profanplastiken/Kunst am Bau freistehend | Georg-Bilgeri-Straße 13 / Düsseldorfstraße Standort                                                    | Herbert Schwarz          | 1974                     | Plastik aus Lindabrunner Konglomerat | Standort: Kagran, Schule |
| ja   | Datei hochladen | Freistehende Reliefwand „Darstellung verschiedener Unterrichtsfächer“ ID: 42457                                                 | Profanplastiken/Kunst am Bau freistehend | Georg-Bilgeri-Straße 13 Standort                                                                       | Robert Ullmann           | 1967                     | Reliefwand aus Karstmarmor | Standort: Kagran – Volksschule |
| ja   | Datei hochladen | Kreuz ID: 76539 | Sakrale Kleindenkmäler                   | Großenzersdorfer Straße zw. 60 und 74 Standort                                                         |                          |                          | Holzkreuz mit Korpus aus bemaltem Blech | |
| ja   | Datei hochladen | Kreuz ID: 47641 | Sakrale Kleindenkmäler                   | Hirschstettner Straße (bei Nr. 44) Standort                                                            |                          | 19. Jh. (?)              | Holzkreuz mit aufgelegtem Metallkreuz und Korpus und geschwungener Giebelüberdachung | Standort: Nach der A23 auf der rechten Seite in der Wiese (ca. Höhe 44) |
| ja   | Datei hochladen | Hl.-Johannes-von-Nepomuk-Kapelle ID: 47640 HERIS-ID: 65561 Objekt-ID: 78412                                                     | Sakrale Kleindenkmäler                   | Hirschstettner Straße 74 / Ecke Stadlauer Straße Standort                                              |                          | 1779                     | In der Kapelle auf quadratischem Grundriss mit Volutengiebel, die durch Pilaster und Gesimse gegliedert ist befindet sich hinter einer Holztür mit Gittern eine Nepomukstatue aus dem Jahr 1737. In der Kapelle sind Wandmalereien, die Szenen aus dem Leben des Heiligen zeigen. | Standort: Direkt neben Hausnummer 74 |
| ja   | Datei hochladen | Vasen ID: 47651 HERIS-ID: 49262 Objekt-ID: 52904                                                                                | Profanplastiken/Kunst am Bau freistehend | Hirschstettner Straße 89-93 Standort                                                                   | Lorenzo Mattielli        | ca. 1715–1720            | Es handelt sich um das ehemalige Portal des Schlosses Hirschstetten, das mit Vasen und Putti geschmückt ist | Standort: Ehem. Schloss Hirschstetten – Pfeilerportal nördlich der Schlosskapelle |
| ja   | Datei hochladen | Hl. Johannes von Nepomuk ID: 47635 HERIS-ID: 65564 Objekt-ID: 78415                                                             | Sakrale Kleindenkmäler                   | Kagraner Platz 26 Standort                                                                             |                          | 1735                     | Der hl. Johannes Nepomuk, der ohne typisches Birett dargestellt ist, steht in der blau gestrichenen Nische eines kapellenartigen Breitpfeilers mit toskanischen Säulen und Dreiecksgiebel. | Standort: im Grünstreifen |
| ja   | Datei hochladen | Feldkapelle ID: 47662 | Sakrale Kleindenkmäler                   | Kapellenweg Standort                                                                                   |                          | 1891                     | Dieser schlichte tonnenbewölbte Kapellenbau hat eine vergitterte Rundbogenöffnung an der Frontseite, Blendnischen an den Seitenfassaden, ein Putzkreuz im Giebelfeld und ein Satteldach. | Standort: Gegenüber Kapellenweg 38 – im Areal des SMZ-Ost |
| ja   | Datei hochladen | Karyatide ID: 41720 HERIS-ID: 66549 Objekt-ID: 79447                                                                            | Profanplastiken/Kunst am Bau freistehend | Klenaugasse / Johann Zak Weg (Saikogasse 6) Standort                                                   | Rudolf Kedl              | 1966                     | Plastik aus getriebenem Kupfer | |
| ja   | Datei hochladen | Element (Monas I.) ID: 42532 HERIS-ID: 66527 Objekt-ID: 79414                                                                   | Profanplastiken/Kunst am Bau freistehend | Klenaugasse 12 Standort                                                                                | Herbert Schwarz          | 1967                     | Glasplastik in Aluminiumrahmen | Standort: vor der Schule |
| ja   | Datei hochladen | Zentrische Sitzlandschaft ID: 42568                                                                                             | Profanplastiken/Kunst am Bau freistehend | Kurt-Ohnsorg-Weg 2 / Santifallerstr. 3 Standort                                                        | K.U.SCH.                 | 1978                     | Bodengestaltung zwischen Obstbäumen mit Holzstöckelpflaster | Standort: Wohnhausanlage, Stg. 16 |
| ja   | Datei hochladen | Franzosenkreuz ID: 47663 HERIS-ID: 41521 Objekt-ID: 42016                                                                       | Sakrale Kleindenkmäler                   | Langobardenstraße / Ecke Oberdorfstraße Standort                                                       |                          | Anfang 18. Jh.           | Dieser kapellenartige Breitpfeiler mit vergitterter Rundbogenöffnung hat ein hervorspringendes Satteldach, das von einem Doppelkreuz mit einer Blechsilhouette des hl. Sebastian bekrönt ist. Seitlich befinden sich rundbogige Blendfelder, hinten ein Relief Erzherzog Karl in der Schlacht bei Aspern, das vermutlich aus dem Jahr 1879 stammt. Im Inneren befinden sich ein Kruzifix und eine Pietà. | Standort: In der Grünfläche des Gemeindebaus |
| ja   | Datei hochladen | Auffliegende Vögel ID: 41623 | Profanplastiken/Kunst am Bau freistehend | Langobardenstraße 53 Standort                                                                          | Oskar Höfinger           | 1966                     | Spielplastik aus Kunststein | Standort: Kindergarten |
| ja   | Datei hochladen | Ornamente ID: 41606 HERIS-ID: 66537 Objekt-ID: 79435                                                                            | Profanplastiken/Kunst am Bau freistehend | Langobardenstraße 63 Standort                                                                          | Gustav Hessing           | 1962                     | Zwei freistehende Natursteinwände mit Mosaiken | Standort: Wohnhausanlage, Stg.27 + Stg. 16 |
| ja   | Datei hochladen | Brunnen „Gänsebrunnen“ ID: 42004                                                                                                | Profanplastiken/Kunst am Bau freistehend | Larwingasse 2, Freihofsiedlung Standort                                                                | Mario Petrucci           | 1950                     | Bronzefiguren auf gemauertem Sockel | Standort: Kagran, Wohnhausanlage |
| ja   | Datei hochladen | Übergang der Franzosen ID: 47652 HERIS-ID: 66515 Objekt-ID: 79402                                                               | Denkmäler                                | Lobau Standort                                                                                         |                          |                          | Denkmal des Übergangs der Franzosen vor der Schlacht bei Aspern: obeliskartiger Gedenkstein auf würfelförmiger Basis mit Inschriftentafel | Standort: Von der Gaststätte „Uferhaus“ den ersten Weg nach dem Groß-Enzersdorfer Arm diesen entlang, nach etwa 100 Metern links das Objekt |
| ja   | Datei hochladen | Friedhof der Franzosen ID: 47653 HERIS-ID: 66464 Objekt-ID: 79346                                                               | Denkmäler                                | Lobau Standort                                                                                         |                          |                          | Denkmal für den Friedhof der Franzosen nach der Schlacht bei Aspern: obeliskartiger Gedenkstein auf würfelförmiger Basis mit Inschriftentafel | Standort: An der am Ortsende Großenzersdorf von der Lobaustraße westl. abzweigenden Fahrstraße (= Vorwerkstraße), auf halbem Weg zum „Wirtschaftshof“ nach 3-facher Gabelung links ein grasüberwachsener Fahrweg, auf dem ist nach ca. 100 Meter das Objekt |
| ja   | Datei hochladen | Napoleons Hauptquartier ID: 47654 HERIS-ID: 66462 Objekt-ID: 79344                                                              | Denkmäler                                | Lobau Standort                                                                                         |                          |                          | Denkmal für Napoleons Hauptquartier bei der Schlacht bei Aspern: obeliskartiger Gedenkstein auf würfelförmiger Basis mit Inschriftentafel | Standort: Von der Lobgrundstraße westwärts zur Panozzalacke führende Straße, zwischen dieser und dem nördlich angrenzenden Acker |
| ja   | Datei hochladen | Napoleons Pulvermagazin ID: 47656 HERIS-ID: 66465 Objekt-ID: 79348                                                              | Denkmäler                                | Lobau Standort                                                                                         |                          |                          | Denkmal für das Pulvermagazin der Franzosen bei der Schlacht bei Aspern: obeliskartiger Gedenkstein auf würfelförmiger Basis mit Inschriftentafel | Standort: In der Nähe des „Friedhofs der Franzosen“ – von der Vorwerkstraße einen Waldweg entlang, ca. 30 Meter. Die Abzweigung in den Wald ist kurz vor derjenigen zum Friedhof                                                                            |
| ja   | Datei hochladen | Napoleonstein-Gedenkstein ID: 47657 HERIS-ID: 66463 Objekt-ID: 79345                                                            | Denkmäler                                | Lobau Standort                                                                                         |                          |                          | Denkmal für die Heerstraße der Franzosen vor der Schlacht bei Aspern: obeliskartiger Gedenkstein auf würfelförmiger Basis mit Inschriftentafel | Standort: Bei der Kreuzung Napoleonstraße / Vorwerkstraße |
| ja   | Datei hochladen | Heinrich-Deml-Kreuz ID: 76533                                                                                                   | Sakrale Kleindenkmäler                   | Lobau Standort                                                                                         |                          |                          | Unweit des Lobauhofs im Zentrum der Lobau findet sich ein granitenes Gedenkkreuz mit vergoldetem Korpus für den Wachebeamten Heinrich Deml, der am 11. April 1920 an dieser Stelle ermordet wurde. Es wird vermutet, dass Deml im Morgengrauen des Tages einen Viehdieb gestellt hatte. | |
| ja   | Datei hochladen | Rotes Kreuz Vulgo: Schneibergkreuz ID: 76541                                                                                    | Sakrale Kleindenkmäler                   | Lobau, Kasernboden. Standort                                                                           |                          |                          | Hohes Holzkreuz mit kleiner Verdachung | |
| ja   | Datei hochladen | Aufstrebende Figur ID: 41622 | Profanplastiken/Kunst am Bau freistehend | Markomannenstraße 9 / Bertha von Suttner Gasse Standort                                                | Oskar Höfinger           |                          | Plastik aus Chromnickel-Stahl | Standort: Volksschule |
| ja   | Datei hochladen | Liegender Jüngling ID: 41293 HERIS-ID: 66558 Objekt-ID: 79457                                                                   | Profanplastiken/Kunst am Bau freistehend | Meißauergasse 2 Standort                                                                               | Franz Anton Coufal       | 1962                     | Sandsteinplastik | Standort: Kagran, Wohnhausanlage, Stg. 3 |
| ja   | Datei hochladen | Musizierender Faun (Pan) ID: 41475 HERIS-ID: 66559 Objekt-ID: 79458                                                             | Profanplastiken/Kunst am Bau freistehend | Meißauergasse 2 Standort                                                                               | Hannes Haslecker         | 1962                     | Bronzeplastik | Standort: Wohnhausanlage, Stg. 8 |
| ja   | Datei hochladen | Alexander-Moissi-Denkmal ID: 76528                                                                                              | Denkmäler                                | Moissigasse 17 Standort                                                                                | Kerthusa Qazim           |                          | Bronzestele mit Portraitkopf von Alexander Moissi | |
| ja   | Datei hochladen | Plastik „Wellenbrecher“ Vulgo: Korallenriff ID: 41786                                                                           | Profanplastiken/Kunst am Bau freistehend | Moissigasse 17, Gänsehäufel Standort                                                                   | Heinz Leinfellner        | 1957                     | Beton mit Marmorintarsien: ursprünglich die Verkleidung der Absaugvorrichtung im Wellenbad | Standort: Schwimmbad Gänsehäufel |
| ja   | Datei hochladen | Eisenstab ID: 41079 | Profanplastiken/Kunst am Bau freistehend | Murrstraße 1 / Melangasse Standort                                                                     | Gerhardt Moswitzer       | 1969                     | Metallplastik | Standort: Wohnhausanlage, Bauteil 3 |
| ja   | Datei hochladen | Gruppierte Formen I ID: 41689                                                                                                   | Profanplastiken/Kunst am Bau freistehend | Murrstraße 3 Standort                                                                                  | Franz Katzgraber         | 1976                     | Fünfteilige Metallplastik aus Cortenstahl | Standort: Wohnhausanlage, Bt. 1 |
| ja   | Datei hochladen | Rechenmaschine und Kugelreihen ID: 42726                                                                                        | Profanplastiken/Kunst am Bau freistehend | Pastinakweg 10 Standort                                                                                | Kurt Spurey              |                          | Stahlgerüst mit Kugeln (außen), Aluminiumkugeln an den Seitenwänden (innen am Schulgang) | Standort: Volksschule |
| ja   | Datei hochladen | Brunnen ID: 41059 | Profanplastiken/Kunst am Bau freistehend | Portnergasse 38, Hallenbad Donaustadt Standort                                                         | Fritz Pilz               |                          | Brunnen aus Schlesischem Marmor und Lindabrunner Konglomerat | Standort: Kagran, am Vorplatz vor dem Bad |
| ja   | Datei hochladen | Eselreiter Vulgo: Sancho Pansa ID: 41308                                                                                        | Profanplastiken/Kunst am Bau freistehend | Prinzgasse 3 / Pirquetgasse 7 Standort                                                                 | Oskar Bottoli            | 1973                     | Freistehendes Natursteinrelief | Standort: Schule |
| ja   | Datei hochladen | Mutter mit Kind ID: 42669 | Profanplastiken/Kunst am Bau freistehend | Quadenstraße/Emichgasse 1 Standort                                                                     | Georg Zauner             | 1970                     | Plastik aus Mannersdorfer Naturstein | Standort: Wohnhausanlage, Stg. 19 |
| ja   | Datei hochladen | Kriegerdenkmal ID: 76526 | Denkmäler                                | Quadenstraße 11, beim Friedhof Hirschstetten. Standort                                                 |                          |                          | Natursteingedenktafel mit den Namen der aus Hirschstetten stammenden Opfer beider Weltkriege | |
| ja   | Datei hochladen | Denkmal für Zwangsarbeiter Lobau ID: 91361                                                                                      | Denkmäler                                | Raffineriestraße / Lobgrundstraße Standort                                                             | Karl Wilhelm Löff        | 2010                     | Schraffierter Obelisk und Gedenkstein, die an die Zwangsarbeiter im Bereich der Lobau erinnern | |
| ja   | Datei hochladen | Dynamik I ID: 42680 | Profanplastiken/Kunst am Bau freistehend | Rennbahnweg 27 Standort                                                                                | Karl Anton Wolf          | 1970                     | Stahlgussplastik, war 1970 bei der Biennale ausgestellt | Standort: Wohnhausanlage – ehemalige Trabrenngründe – letzter Innenhof links, Stg. 43 |
| ja   | Datei hochladen | Vegetative Skulptur ID: 41994                                                                                                   | Profanplastiken/Kunst am Bau freistehend | Rennbahnweg 27 / Wagramer Straße Standort                                                              | Hans Muhr                | 1978                     | Brunnenanlage aus Krastaler Marmor | Standort: Wohnhausanlage, ehemalige Trabrenngründe |
| ja   | Datei hochladen | Heliakos ST 82 ID: 42233 | Profanplastiken/Kunst am Bau freistehend | Rennbahnweg 27 / Hugo-Wiener-Weg / Wagramer Straße / Rodelhügel Standort                               | Josef Schagerl           | 1973                     | Plastik aus chromnickelstahl, seit 2008 am jetzigen Standort | Standort: ehemalige Trabrenngründe |
| ja   | Datei hochladen | Plastik „Müllergruppe“ ID: 42098 HERIS-ID: 66561 Objekt-ID: 79460                                                               | Profanplastiken/Kunst am Bau freistehend | Schüttaustraße / Jungmaisstraße Standort                                                               | Erich Pieler             | 1958                     | Natursteinplastik | Standort: Wohnhausanlage |
| ja   | Datei hochladen | Aufstrebende abstrakte Plastik ID: 42103 HERIS-ID: 66564 Objekt-ID: 79463                                                       | Profanplastiken/Kunst am Bau freistehend | Schüttaustraße 2 Standort                                                                              | Fritz Pilz               | 1963                     | Kunststeinplastik | Standort: vor der Schule |
| ja   | Datei hochladen | Watussirind ID: 41492 | Profanplastiken/Kunst am Bau freistehend | Schüttaustraße 20-40 Standort                                                                          | Gertrude Fronius         | 1955                     | Natursteinplastik, die Hörner (jetzt ebenfalls aus Stein) waren ursprünglich aus Bronze | Standort: Wohnhausanlage |
| ja   | Datei hochladen | Gattern-Kreuz ID: 47634 | Sakrale Kleindenkmäler                   | Süßenbrunn – Badeteich, Nähe Wagramer Straße Standort                                                  |                          | 19. Jh.                  | Der massive, aus Ziegeln gemauerte Bildstock ist durch ein Gesims in zwei Teile gegliedert, wobei im oberen Teil ein Putzkreuz in einer tiefen Rechtecknische zu sehen ist. Bekrönt wird der Bildstock von einem flachen Pyramidendach. | Standort: Im Zwickel zwischen Wagramer Straße, Alte Straße und Teich |
| ja   | Datei hochladen | Breitpfeiler ID: 47639 | Sakrale Kleindenkmäler                   | Süßenbrunn – Alte Straße / Ecke Süßenbrunner Hauptstraße / Friedhofweg Standort                        |                          |                          | Der querrechteckige Breitpfeiler hat einen Dreiecksgiebel, ein Satteldach und eine vergitterte Rundbogennische, deren Bogenabschluss ein gezacktes Schutzblech mit Kreuz aufweist. Die Florianfigur im Inneren ist neueren Datums. | Standort: Direkt vor der Hausecke |
| ja   | Datei hochladen | Hl. Johannes von Nepomuk ID: 47637                                                                                              | Sakrale Kleindenkmäler                   | Süßenbrunner Platz 9 Standort                                                                          |                          | 1727                     | Die Figur des hl. Johannes Nepomuk ist seit 2010 in einem Vorraum der Kirche aufgestellt, ursprünglich war er in einer Nische des Hauses Süßenbrunner Platz 1. Nicht mehr aufgestellt ist der geschmückte Vierkantsockel, bei dem die Jahreszahl verdreht 2721 geschrieben ist. | Standort: Im Vorraum zur Kirche |
| ja   | Datei hochladen | Kugelkreuz ID: 47643 | Sakrale Kleindenkmäler                   | Süßenbrunn – Östlich der Weingartenallee Standort                                                      |                          | 18. Jh. (?)              | Säule auf Postament, die von einer Kugel bekrönt wird, an der früher ein Kreuz angebracht war | Standort: An der Stadtgrenze – hinter dem Golfplatz |
| ja   | Datei hochladen | Schöpfleuthner-Kapelle ID: 47647 HERIS-ID: 41523 Objekt-ID: 42018                                                               | Sakrale Kleindenkmäler                   | Süßenbrunn – Östlich vom Friedhofsweg Standort                                                         |                          | 1883                     | Diese Kapelle von Johann Schöpfleuthner, Gemeinderat in Floridsdorf (1867–1875 und 1882–1896), und dessen Ehefrau Elisabeth gestiftet. Sie hat einen quadratischen Grundriss und ist durch Eckpilaster gegliedert. Bedeckt wird sie mit einem Satteldach, das einen Dreiecksgiebel abschließt. | Standort: In den Feldern, am Rand eines Weges zwischen Bäumen |
| ja   | Datei hochladen | Lamplkreuz Vulgo: Lampelkreuz ID: 47645 HERIS-ID: 65647 Objekt-ID: 78506                                                        | Sakrale Kleindenkmäler                   | Süßenbrunn – Weingartenallee Standort                                                                  |                          | 1717                     | Diese Darstellung zeigt Christus als guten Hirten, der ein Lamm auf den Schultern trägt. | Standort: Am Rand eines Feldes („Alt-Neurisse“-Äcker) bei Gebüsch, gegenüber einer neuen Siedlung |
| ja   | Datei hochladen | Prismenfigur ID: 41597 HERIS-ID: 66551 Objekt-ID: 79449                                                                         | Profanplastiken/Kunst am Bau freistehend | Thonetgasse / Andreas Morth Weg Standort                                                               | Alois Heidel             | 1967                     | Stahlblechplastik | Standort: Wohnhausanlage |
| ja   | Datei hochladen | Mutter und Kind ID: 41839 HERIS-ID: 66548 Objekt-ID: 79446                                                                      | Profanplastiken/Kunst am Bau freistehend | Wagramer Straße 55-61 Standort                                                                         | Eva Mazzucco             | 1961                     | Bronzeplastik | Standort: Wohnhausanlage, Stg. 1 |
| ja   | Datei hochladen | Aufspringendes Pferd ID: 42574                                                                                                  | Profanplastiken/Kunst am Bau freistehend | Wagramer Straße 55-61 Standort                                                                         | Gabriele Waldert         | 1963                     | Kunststeinplastik | Standort: Wohnhausanlage, Stg. 15 |
| ja   | Datei hochladen | Wagramer Brunnen Vulgo: Wir und das Ei ID: 41183 HERIS-ID: 66547 Objekt-ID: 79445                                               | Profanplastiken/Kunst am Bau freistehend | Wagramer Straße 95 / Lenkgasse Standort                                                                | Wander Bertoni           | 1969                     | Bronzeplastik in Wasserschale aus Kunststein, ursprünglich als Teil einer größeren Anlage geplant | Standort: Wohnhausanlage |
| ja   | Datei hochladen | Hl. Florian ID: 47633 | Sakrale Kleindenkmäler                   | Wimpffengasse 3 Standort                                                                               |                          | 2. Viertel 18. Jh.       | Die Figur des hl. Florian steht auf einem Rokokosockel mit Rocailledekor und bischöflichem Wappen. Er trägt Rüstung, die linke Hand schüttet Wasser aus einem Zuber und in der Armbeuge lehnt eine Fahne. | Standort: Im Grünstreifen davor |
| ja   | Datei hochladen | Spielendes Kind ID: 41843 HERIS-ID: 66545 Objekt-ID: 79443                                                                      | Profanplastiken/Kunst am Bau freistehend | Wimpffengasse 37-39 Standort                                                                           | Eva Mazzucco             | 1960                     | Bronzeplastik | Standort: Aspern – Wohnhausanlage |
| ja   | Datei hochladen | Technische Parolen ID: 41969 HERIS-ID: 66568 Objekt-ID: 79471                                                                   | Profanplastiken/Kunst am Bau freistehend | Wohlgemuthgasse / Hausgrundweg 50 Standort                                                             | Kurt Moldovan            | 1965                     | Freistehende Betonwand mit bemalten Terrakottaplatten | Standort: Wohnhausanlage, Stg. 53 |
| ja   | Datei hochladen | Mächtige Formen ID: 42419 | Profanplastiken/Kunst am Bau freistehend | Ziegelhofstraße/Berresgasse Standort                                                                   | Hannes Turba             | 1973                     | Natursteinplastik | Standort: Wohnhausanlage, Bt. 2 |
| ja   | Datei hochladen | Begegnung ID: 41037 | Profanplastiken/Kunst am Bau freistehend | Ziegelhofstraße 32-34 Standort                                                                         | Walter Auer              | 1974                     | Steinskulptur | Standort: Wohnhausanlage, Bt. 2, Stg. 6 |